# Fern Emmett
Fern Emmett (Oakland, California; 22 de marzo de 1896 – Hollywood, California; 3 de septiembre de 1946) fue una actriz de cine estadounidense. Apareció en 212 películas entre 1930 y 1946. El debut cinematográfico de Emmett se produjo en una producción de dos carretes de Universal en 1914.
Emmett nació en Oakland, California. Su madre era Norma Burke, y tenía una hermana. Trabajó para los estudios Columbia y Universal.

## Vida personal
Emmett se casó con el actor Henry Roquemore.

## Muerte
Emmett murió el 3 de septiembre de 1946, en su casa en Hollywood, California. Sus restos fueron enterrados en el Forest Lawn Memorial Park en Glendale, California.

## Filmografía seleccionada
- Second Honeymoon (1930)
- Romance of the West (1930)
- Westward Bound (1930)
- West of Cheyenne (1931)
- Rider of the Plains (1931)
- Ten Nights in a Bar-Room (1931)
- Dynamite Denny (1932)
- Bridge Wives (1932)
- Hollywood Luck (1932)
- The Forty-Niners (1932)
- Hollywood Lights (1932)
- Love in High Gear (1932)
- East of Fifth Avenue (1933)
- Riders of Destiny (1933)
- Blue Steel (1934)
- Terror of the Plains (1934)
- Loser's End (1935)
- Big Calibre (1935)
- Behind the Green Lights (1935)
- The E-Flat Man (1935)
- Texas Terror (1935)
- Rainbow Valley (1935)
- The Oregon Trail (1936)
- Three on a Limb (1936)
- Ticket to Paradise (1936)
- The Trail of the Lonesome Pine (1936)
- Riders of the Whistling Skull (1937)
- Assassin Of Youth"
- Overland Stage Raiders (1938)
- Goodbye Broadway (1938)
- Hidden Enemy (1940)
- Scattergood Baines (1941)
- Caught in the Act (1941)
- Love Crazy  (1941)
- Cinderella Swings It (1943)
- Dead Men Walk (1943)
- Johnny Doesn't Live Here Any More (1944)
- San Diego, I Love You (1944)